# Волынь-2
«Волынь-2» (укр. Волинь-2) — украинский футбольный клуб из Луцка, выступавший во Второй лиге Украины. Домашние матчи проводил на стадионе «Подшипник». Являлся фарм-клубом «Волыни».

## История
Клуб основан в 2020 году. Летом 2020 года руководство «Волыни-2» подало заявку на участие во Второй лиге Украины 2020/21 и клуб был допущен к розыгрышу турнира. Свой первый матч во Второй лиге Украины команда сыграла 6 сентября 2020 года против винницкой «Нивы» (3:1). Команда завершила чемпионат на 12-й позиции в турнирной таблице своей группы (из 14-ти команд) и по окончании сезона была снята с турнира.

## Стадион
«Волынь-2» играла на стадионе «Подшипник», вмещающем 2000 зрителей.